# Владая
Влада́я (болг. Владая) — село в Міській області Софія Болгарії. Входить до складу общини Столична.

## Населення
За даними перепису населення 2011 року у селі проживала 3581 особа.
Розподіл населення за віком у 2011 році:
Динаміка населення: